# Lokve (gmina Krško)
Lokve – wieś w Słowenii, w gminie Krško. W 2018 roku liczyła 66 mieszkańców.